# Huta Komarowska
Huta Komarowska – wieś w Polsce położona w województwie lubelskim, w powiecie zamojskim, w gminie Komarów-Osada.
W latach 1975–1998 miejscowość administracyjnie należała do województwa zamojskiego.
Wieś jest sołectwem w gminie Komarów-Osada. Według Narodowego Spisu Powszechnego z roku 2011 wieś liczyła 60 mieszkańców.
Wierni Kościoła rzymskokatolickiego należą do parafii Trójcy Przenajświętszej w Komarowie-Osadzie.

## Historia
Huta Komarowska według Słownika geograficznego Królestwa Polskiego z roku 1882, wieś w powiecie tomaszowskim, gminie i parafii Komarów. W roku 1827 było tu 10 domów i 61 mieszkańców. Z noty opisującej dobra Komarów, około roku 1871 wieś posiadała 10 osad z gruntem 117 mórg.